# Johann-Conrad Appenzeller

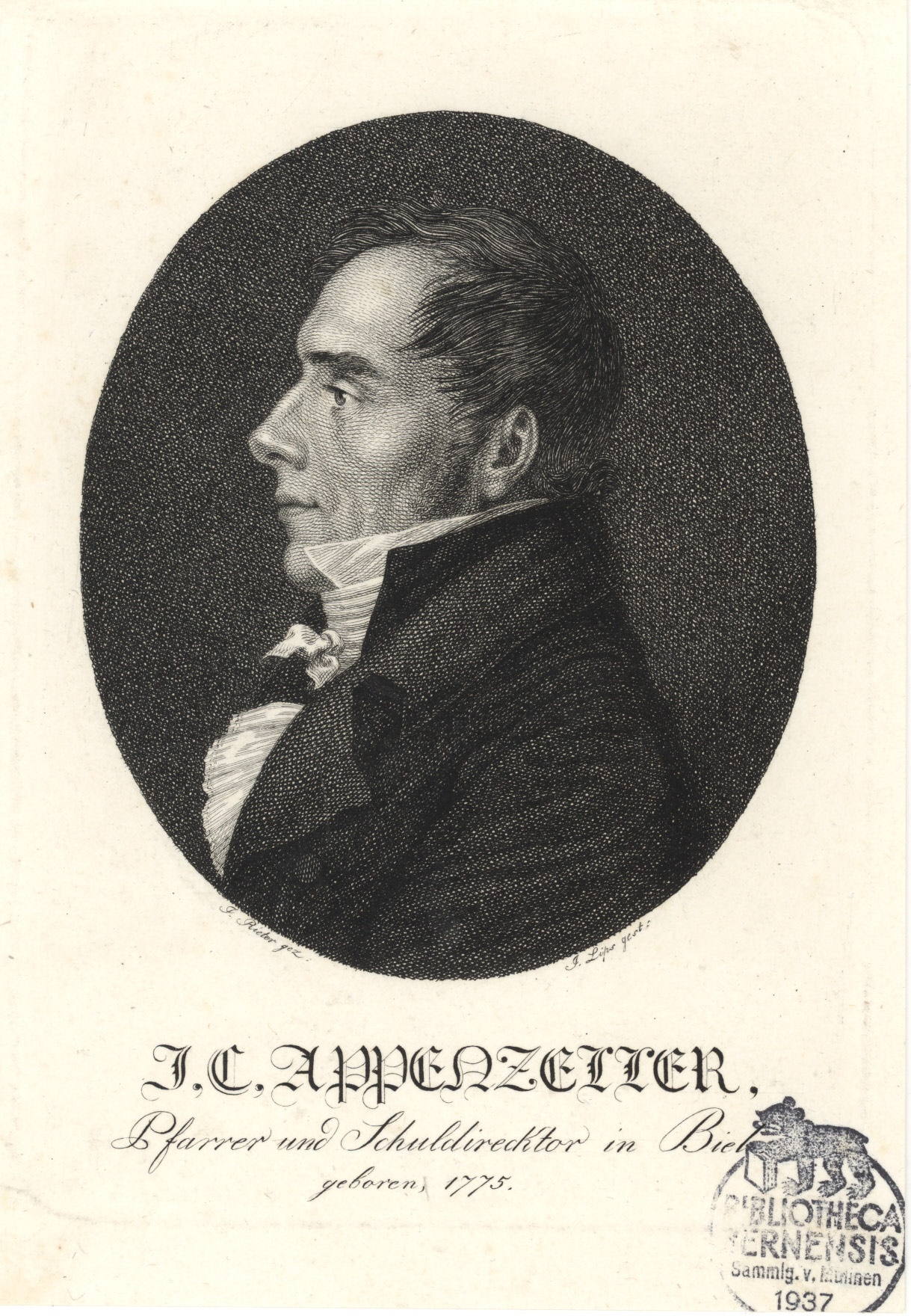
Johann-Conrad Appenzeller (1775–1850), Radierung von Johann Jakob Rieter (1758–1823) / Johann Heinrich Lips (1758–1817)

Johann-Conrad Appenzeller (* 27. November 1775 in Bern; † 28. März 1850 in Biel) war ein reformierter Pfarrer und Volksschriftsteller in der Schweiz.

## Leben
Als er zehn Jahre alt war, zog seine Familie nach St. Gallen, wo er die Stadtschule besuchte. Ein angefangenes Theologiestudium musste er abbrechen, wurde Anhänger der Französischen Revolution und wirkte von 1799 bis 1809 als Lehrer an der Stadtschule von Winterthur. Nebenbei setzte er autodidaktisch sein Theologiestudium fort und wurde 1809 Pfarrer in Brütten. 1817 wechselte er als Rektor an das neu gegründete Gymnasium von Biel und wurde dort 1818 zudem Stadtpfarrer. Appenzeller war Mitarbeiter des 1811 von Gottlieb Jakob Kuhn zusammen mit Johann Rudolf Wyss und Ludwig Meisner begründeten volkskundlichen Almanachs Alpenrosen. Er war Herausgeber der Werke von Susanna Ronus (Pseudonym «Selma»).
Briefe, Tagebücher, Gedichte und Reisebeschreibungen sind in der Handschriftenabteilung der Zentralbibliothek Zürich zu finden.